# Heinrich Langenbeck (Politiker, 1817)
Heinrich Langenbeck (* 26. März 1817 in Arolsen; † 5. Dezember 1896 in Hamm) war ein deutscher Richter und Politiker.

## Leben
Langenbeck war der Sohn des Hofmedicus Friedrich Langenbeck (1782–1871) und dessen Ehefrau Charlotte, geborene Ebell (1784–1854). Er heiratete am 19. Mai 1864 in Großenschneen bei Göttingen seine Cousine Minna Langenbeck (* 1838). Langenbeck studierte ab 1835 Rechtswissenschaften an der Universität Göttingen und wurde 1853 Obergerichtsassessor in Korbach. 1857 wurde er zum Obergerichtsrat befördert und arbeitete ab 1858 in gleicher Funktion in Arolsen. 1869 wurde er Appellationsgerichtsrat in Paderborn und 1879 Oberlandesgerichtsrat am Oberlandesgericht Hamm. Er wurde zum Geheimen Justizrat ernannt. 1894 trat er in den Ruhestand.
1855 bis 1857 war er Abgeordneter im Landtag des Fürstentums Waldeck-Pyrmont. Er wurde im Wahlkreis Kreis des Eisenbergs gewählt.